# Stig Olof Svärd
Stig Olof Svärd, född 15 oktober 1924 i Göteborgs Haga församling, Göteborg, död 13 december 2012 i Kungsholms församling, Stockholm, var en svensk jurist som bland annat var verksam som  vattenrättsdomare.
Svärd avlade juris kandidatexamen vid Stockholms högskola 1949, genomförde tingstjänstgöring 1949-1951, blev fiskal vid Svea hovrätt 1952, var vattenrättssekreterare vid Söderbygdens vattendomstol 1955-1956, adjungerad ledamot vid Vattenöverdomstolen 1957-1959, blev hovrättsassessor 1959, och var vattenrättsdomare vid Nedre Norrbygdens vattendomstol från 1966 (som extra ordinarie från 1960). Han var tjänstledig och tjänstgjorde vid Statens naturvårdsverk 1969-1971, och vid Koncessionsnämnden för miljöskydd i omgångar: som ställföreträdande ordförande 1971, som avdelningsordförande 1975, som tillförordnad ordförande 1978 och som ordförande och chef 1981-1989. Från 1989 var han verksam som konsult vid Mannheimer Swartling advokatbyrå.
Han har också skrivit böcker i miljörätt, bland annat Prövning enligt miljöskyddslagen 1975, tillsammans med Thomas Rahmn. (ISBN 91-20-04843-2)